# Wasilków (công xã)
Gmina Wasilków là một Gmina nông thôn thành thị (quận hành chính) ở  Białystok, Podlaskie Voivodeship, ở phía đông bắc Ba Lan. Khu hành chính của nó là thị trấn Wasilków, nằm cách khoảng 11 kilômét (7 mi) về phía bắc thủ đô khu vực Białystok.
Gmina có diện tích 127,17 kilômét vuông (49,1 dặm vuông Anh), và tính đến năm 2006, tổng dân số của nó là 12.790 (trong đó dân số Wasilków lên tới 8,967 và dân số của vùng nông thôn của Gmina là 3,823).
Gmina chứa một phần của khu vực được bảo vệ có tên là Công viên cảnh quan rừng Knyszyń.

## Làng
Ngoài thị trấn Wasilków, Gmina Wasilków chứa các làng và các khu định cư của Burczak, Dąbrówki, Horodnianka, Horodnianka-Kolonia, Jurowce, Jurowce-Kolonia, Katrynka, Katrynka-Leśniczówka, Mostek, Mostek-Gajówka, Nowodworce, Osowicze, Ożynnik, Podkrzemionka, Rybniki, Sielachowskie, Sochonie, Studzianki, Wólka Poduchowna, Wólka- Przingmieście, Woroszyły, Zapieczki và Zaścianek.

## Gmina lân cận
Gmina Wasilków giáp với thành phố Białystok và các Gmina của Czarna Białostocka, Dobrzyniewo Duże và Supraśl.